# 高知商業前駅
高知商業前駅（こうちしょうぎょうまええき）は、高知県高知市長尾山町にある、四国旅客鉄道（JR四国）土讃線の駅である。駅番号はK04。

## 歴史
- 1986年（昭和61年）11月1日：日本国有鉄道の高知商業前臨時乗降場として開設[1][2]。無人駅[3]。
- 1987年（昭和62年）
  - 3月：常設駅に昇格。高知商業前駅となる。
  - 4月1日：国鉄分割民営化によりJR四国の駅となる[4]。

## 駅構造
単式ホーム1面1線を有する地上駅。ホームがあるだけの簡素な構造で、待合所やトイレは設置されていないが、道路橋の下にあるため雨の日でも濡れにくい。無人駅。

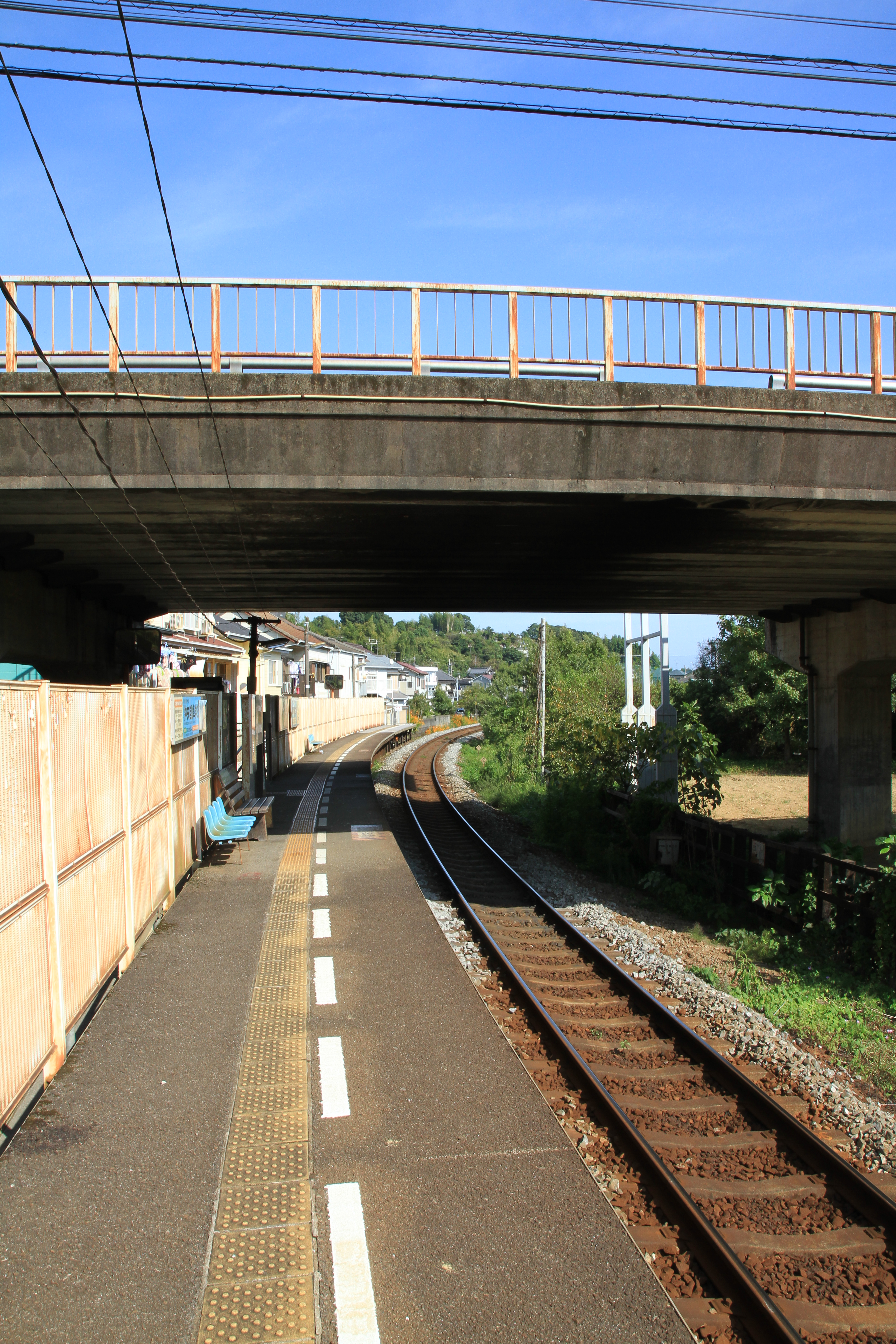
ホーム（2011年10月）

## 駅周辺
- 高知県道・愛媛県道6号高知伊予三島線
- 高知市立高知商業高等学校
- とさでん交通伊野線・鏡川橋停留場（約400m）
- 県交北部交通「杓田市商前（）」バス停

## 隣の駅
四国旅客鉄道（JR四国）
■土讃線
■普通
旭駅 (K03) - 高知商業前駅 (K04) - 朝倉駅 (K05)